# Muriel Wheldale Onslow
Pour les articles homonymes, voir Onslow.
Muriel Wheldale Onslow (31 mars 1880 - 19 mai 1932) est une biochimiste britannique née à Birmingham, en Angleterre.  
Elle fréquente le lycée King Edward VI à Birmingham puis s'inscrit au Newnham College de Cambridge en 1900. À Cambridge, elle se spécialise en botanique. Elle n’obtient aucun diplôme à Cambridge, car les femmes en étaient exclues. La première femme diplômée de Cambridge l'est en 1948. Muriel Wheldale Onslow travaille ensuite  au laboratoire de génétique de William Bateson à Cambridge. Elle étudie l'hérédité de la couleur des pétales chez les Antirrhinum (mufliers). C'est l'une des premières femmes à être chargée de cours à Cambridge. Une pièce de théâtre a été écrite sur elle et quatre autres biochimistes. 

## Biographie

### Enfance et études
Fille unique de John Wheldale avocat, elle fréquente le lycée King Edward VI à Birmingham, école pour filles réputé pour ses enseignements scientifiques. En 1900, elle entre au Newnham College, à Cambridge et obtient un résultat de première classe en sciences naturelles, sans pouvoir en être diplômée. Edith Rebecca Saunders et Muriel Wheldale Onslow font partie des étudiantes du Balfour Biological Laboratory for Women, un établissement dédiées aux femmes à Newnham and Girton College, car les autres laboratoires de Cambridge excluaient les femmes.  

### Carrière
En 1903, elle rejoint le laboratoire de génétique de William Bateson à Cambridge où elle commence son étude sur l’interaction des facteurs et sur l’héritage de la couleur des pétales pour les Antirrhinum. William Bateson biologiste anglais est le premier à utiliser le terme génétique pour décrire l'étude de l'hérédité et le principal vulgarisateur des idées de Gregor Mendel après leur redécouverte en 1900. William Bateson et Muriel Wheldale Onslow, travaille aux côtés d'un groupe de chercheurs composé principalement de diplômés du Newnham College. Ils mènent une série d'expériences de sélection d'espèces végétales et animales entre 1903 et 1910.  
En 1906, Muriel Wheldale Onslow dispose de suffisamment de données pour formuler une analyse factorielle rudimentaire sur l'héritage du muflier. De 1906 à 1908, elle est chargée de cours en tant que maître-assistant au Newnham College. En 1907, Muriel Wheldale Onslow identifie avec l'aide de William Bateson, le phénomène de relation de type dominant entre différentes paires de facteurs non allélomorphes comme l'épistasie. L’étude de Muriel Wheldale Onslow sur la génétique de la coloration des fleurs lui a finalement valu la plus grande reconnaissance, avec la publication en 1907 d’une analyse factorielle complète du patrimoine de la couleur des fleurs dans des moucherons et ses quatre articles ultérieurs publiés de 1909 à 1910. Ce travail a abouti à la publication en 1916 de son premier livre, The Anthocyanin Pigments of Plants. 
Muriel Wheldale Onslow est étudiante à la John Innes Horticultural Institution de 1911 à 1914 où, en plus de son travail en laboratoire, elle est récompensée en tant que principale artiste botanique de l'institution. En 1913, elle devint l'une des trois premières femmes à être élue au club de biochimie (plus tard connue sous le nom de Biochemical Society) après l'exclusion des femmes en 1911. 
Elle rejoint le laboratoire de biochimie de Frederick Gowland Hopkins en 1914, où elle étudie les aspects biochimiques de la couleur des pétales, dont elle a élucidé la génétique lors de son travail avec William Bateson. En combinant génétique et biochimie, elle devient  l’un des premières généticiennes biochimiques et ouvre la voie aux succès ultérieurs des chercheurs de premier plan tels que Edward Tatum et George Beadle. 
En 1926, elle est l'une des premières femmes nommée maître de conférence à Cambridge. Elle est chargée de cours en biochimie des plantes au département de biochimie. Parmi ses disciples se trouvait Rose Scott-Moncrieff, qui a ensuite identifié la première forme cristalline de primuline vers 1930. Il s'agit du premier pigment anthocyanique cristallin jamais identifié. Muriel Wheldale Onslow et Rose Scott-Moncrieff ont été reconnues pour avoir fondé la génétique biochimique. 

### Mort
Muriel Wheldale Onslow décède le 19 mai 1932. 

### Vie privée
En 1919, elle épouse le biochimiste Victor Alexander Herbert Huia Onslow, deuxième fils du 4e comte d'Onslow. Il travaille également dans le domaine de la génétique chimique et leurs travaux sont étroitement associés. Victor Onslow paraplégique décède en 1922.

## Postérité
En 2010, la Royal Institution de Grande-Bretagne a mis en scène une pièce intitulée Blooming Snapdragons, qui portait sur quatre femmes biochimistes du début du XXe siècle, dont Muriel Wheldale Onslow

## Publications
- The Anthocyanin Pigments of Plants, 1916, revised in 1925
- Practical Plant Biochemistry, 1920
- Principles of Plant Biochemistry, Volume 1, 1931